# Bentota
Bentota är en ort i Sri Lanka.   Den ligger i provinsen Southern Province, i den sydvästra delen av landet, 60 km söder om huvudstaden Colombo. Bentota ligger 8 meter över havet och antalet invånare är 37 000.
Terrängen runt Bentota är mycket platt. Havet är nära Bentota åt sydväst. Runt Bentota är det mycket tätbefolkat, med 1 018 invånare per kvadratkilometer. Närmaste större samhälle är Kalutara, 17,9 km norr om Bentota. Omgivningarna runt Bentota är en mosaik av jordbruksmark och naturlig växtlighet.